# St. Antonius (Deubach)

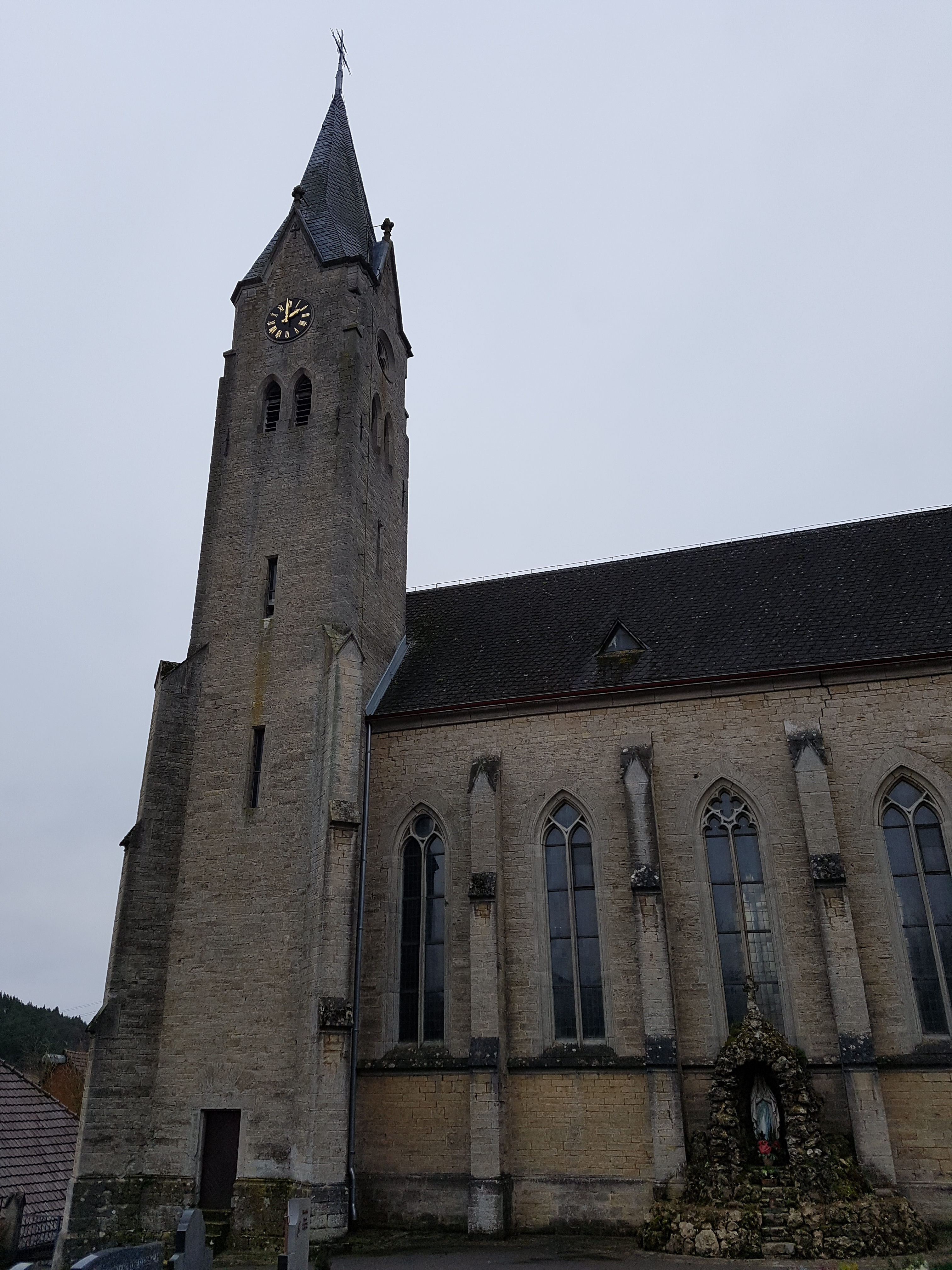
Pfarrkirche St. Antonius (Deubach)

Die römisch-katholische Kirche St. Antonius in Deubach wurde 1706 erbaut.

## Geschichte
Die erste Kirche, die in Deubach verzeichnet wurde, wurde 1706 erbaut. Die damalige Kirche wurde nur mit Holz gebaut. Am 14. Juni 1846 wurde in Deubach eine eigenständige Pfarrei eingerichtet, sodass diese unabhängig von der Pfarrei Königshofen wurde. Die alte Kirche, die inzwischen baufällig geworden war, wurde 1877–1879 durch einen Neubau ersetzt. An diesem Neubau war das ganze Dorf beteiligt, die Kirche wurde schließlich dem heiligen Antonius von Padua geweiht. 1922 wurde die neue Orgel eingeweiht. Die Kirche, die in Kriegen beschädigt wurde, hat man 1955 und 1985 jeweils renoviert. 1987 wurde der neue Altar von Bischof Kuhnle aus Rottenburg geweiht. Die Kirche gilt bis heute als Produkt des freiwilligen Engagements der Deubacher Bürger.

## Ausstattung

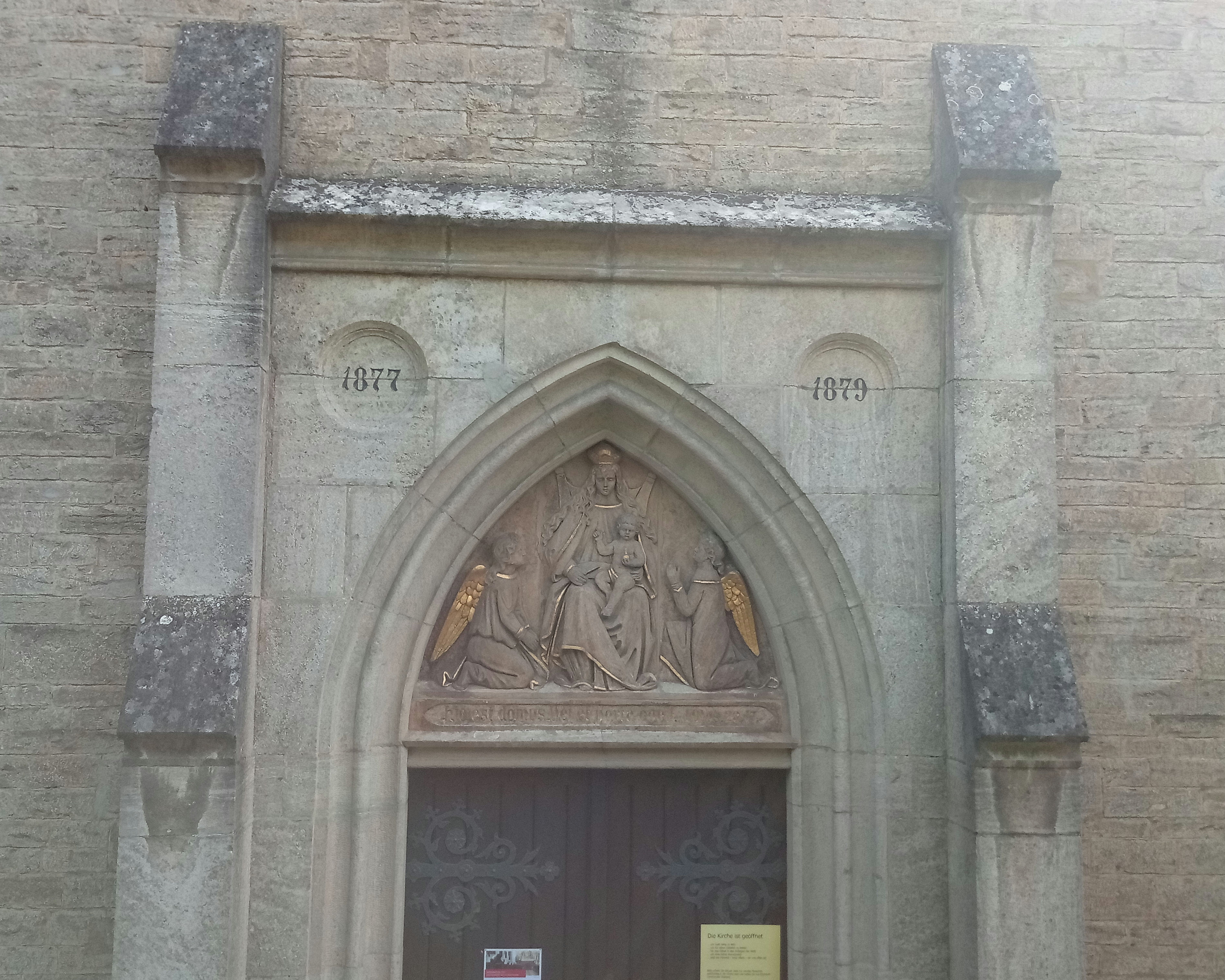
Kirchenportal der St.-Antonius-Kirche in Deubach

In der Kirche sind einige Heilige zu finden, zum Beispiel Antonius von Padua, Rita, Anna, Elisabeth, Josef von Nazaret, Barbara, Ägidius, Wendelin, Martin, Herz Jesu und Herz Mariä.

### Glocken
In der Kirche St. Antonius in Deubach gibt es fünf Glocken. Sie sind den folgenden Heiligen geweiht: der Heiligen Dreifaltigkeit, Josef von Nazaret, Wendelin, Sebastian und Maria Frieden.